# Eqrem Vlora
Eqrem Vlora, Eqrem bej Vlora (ur. 1 grudnia 1885 we Wlorze, zm. 19 marca 1964 w Wiedniu) – albański polityk, pisarz i działacz niepodległościowy, syn Syrji Vlory – deputowanego do parlamentu osmańskiego, bratanek Ismaila Qemala.

## Życiorys
Pochodził z rodziny posiadaczy ziemskich z południa Albanii, był synem Syrji beja Vlory i Miry z d. Toptani. Po ukończeniu szkoły powszechnej we Wlorze kontynuował naukę w wiedeńskim gimnazjum Theresianum. W latach 1903–1906 studiował prawo na uniwersytecie stambulskim. Po ukończeniu studiów podjął pracę w osmańskim ministerstwie spraw zagranicznych. W 1907 przez trzy miesiące pracował w poselstwie osmańskim w Petersburgu, w tym czasie także podróżował po Europie.
W 1912 dołączył do grona działaczy niepodległościowych (jako delegat Wlory), którzy uchwalili deklarację niepodległości Albanii. Pełni funkcję wiceprzewodniczącego Senatu powołanego we Wlorze, a w 1914 sekretarza generalnego Ministerstwa Spraw Zagranicznych. Jako przedstawiciel Tirany udał się wraz z delegacją Albańczyków do Neuwiedu by prosić Wilhelma zu Wieda o objęcie tronu albańskiego.
W okresie międzywojennym dwukrotnie zasiadał w albańskim parlamencie (1923–1926, 1937–1939). W styczniu 1924 w czasie obrad parlamentu sprzeciwił się propozycji Avni Rustemiego, aby uczcić pamięć zmarłego Lenina, twierdząc, że nie zasługuje na upamiętnienie, ktoś kto odpowiada za zbrodnie w czasie rewolucji październikowej.
W 1927 objął stanowisko ministra pełnomocnego i nadzwyczajnego Republiki Albanii w Wielkiej Brytanii, dwa lata później objął kierownictwo albańskiego poselstwa w Atenach.
Agresję włoską na Albanię w 1939 przyjął z zadowoleniem jako rzecznik ścisłej współpracy włosko-albańskiej. Wszedł w skład prowłoskiej Rady Państwa (alb. Keshilli i Shtetit) i zajmował się organizowaniem nowej administracji. W 1942 mianowany ministrem d.s. ziem wyzwolonych. W 1944 pełnił funkcję ministra spraw zagranicznych w proniemieckim rządzie albańskim. Odznaczony Wielką Wstęgą Orderu Skanderbega. Po przejęciu władzy przez komunistów wyemigrował z kraju, początkowo do Włoch, a następnie do Wiednia. Po śmierci został pochowany na cmentarzu w Neustift am Walde.
W 1911 opublikował w Sarajewie wspomnienia w języku niemieckim Aus Berat und vom Tomor: Tagebuchblätter, będące interesującym obrazem albańskiego ruchu niepodległościowego w początkach XX wieku. W 1968 w Monachium wydano pośmiertnie uzupełnione wydanie pamiętników Vlory, w dwóch tomach jako Lebenserinnerungen (Pamiętniki). W rękopisie pozostało jego monumentalne dzieło Beiträge zur Geschichte der Türkenherrschaft in Albanien: eine historische Skizze, przedstawiające dzieje rodów albańskich w średniowieczu. Współpracował z bawarską tłumaczką Kanunu na język niemiecki – Marie Amelie Freiin von Godin.
W życiu prywatnym był żonaty (żona Hedije z d. Vrioni), miał dwie córki (Shehzade, Aishe). W 2014, w 50 rocznicę śmierci Vlory jego doczesne szczątki zostały przewiezione do Albanii i spoczęły w Kaninie. Dom rodzinny Eqrema Vlory został przekształcony w muzeum. Imię Vlory nosi jedna z ulic w Orikum.
W 1942 został odznaczony Orderem Skanderbega.

## Publikacje
- 2003: Kujtime: 1885-1925
- 2003: Nga Berati në Tomorr dhe kthim: ditar
- 2004: Kalaja e Kaninës dhe shkrime të tjera
- 2010: Ndihmesë për historinë e sundimit turk në Shqipëri: skicë historike